# 青山区 (武汉市)
30°30′00″N 114°20′37″E / 30.50000°N 114.34361°E
青山区是中華人民共和國湖北省武汉市下辖的市辖区，是武汉中心城区之一。常住总人口約47万人，区人民政府駐临江大道868号。

## 概况
中華人民共和國成立初期因建设武钢的需要，而建立青山区。
青山区东与洪山区接壤，西与武昌区毗邻，南倚东湖风景区，北濒长江，与天兴洲隔江相望。全区面积80.58平方公里（包括水域面积），人口 426289人，下辖10个街道办事处，一个管委会，人稱「十里鋼城」。“青山”原指长江南岸的一座小山，因形似鸡头，又稱鸡头山；又因山下有巨石延至江中，也有人称其为矶头山；更由于上下江岸均为黄壤、沙滩和碎石，过往船只于一片灰黄中，唯见此山独青，故多以青山名之。 
武汉钢铁公司位于区内。

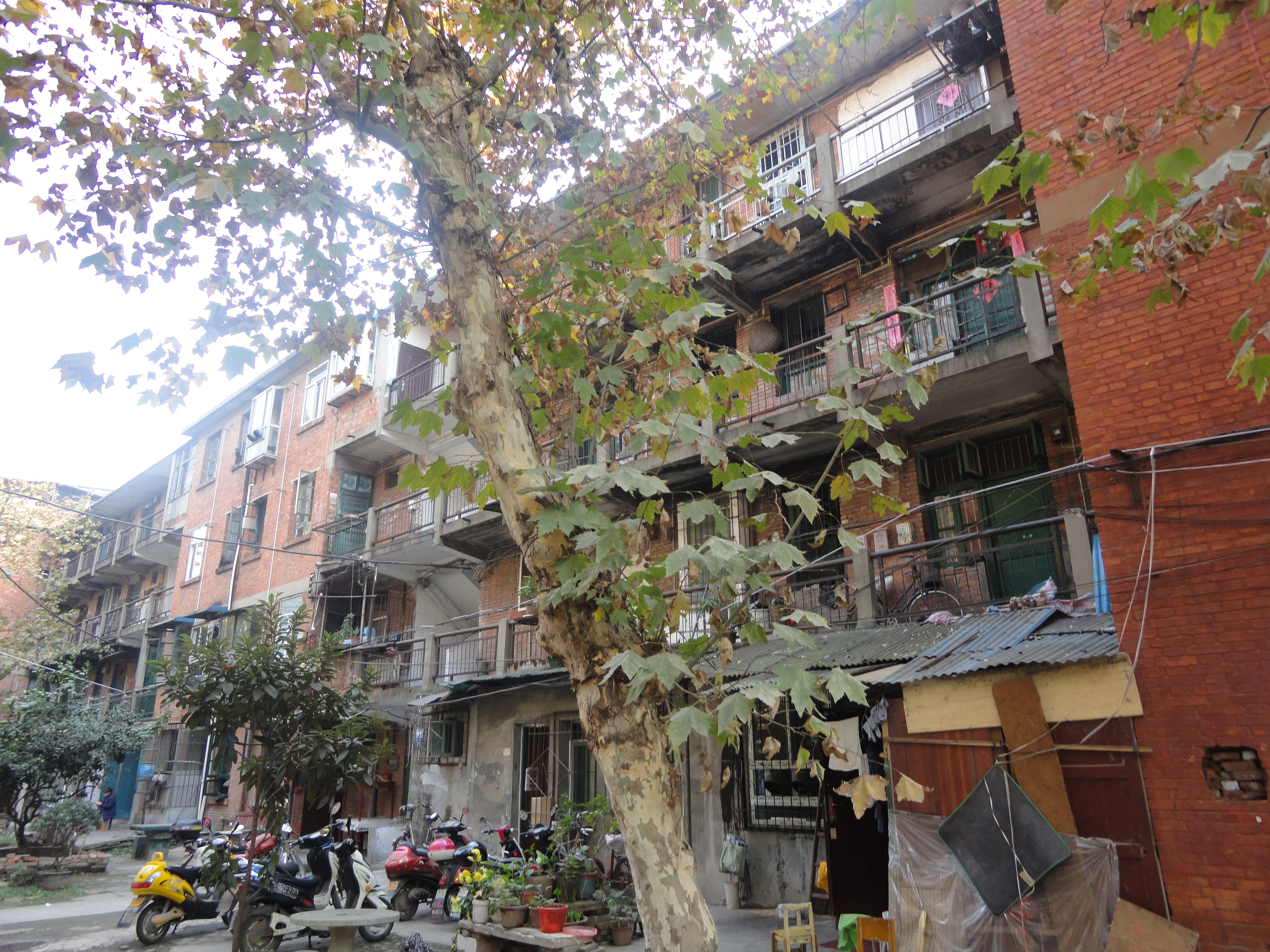
青山的街坊

2007年11月，青山区获批中華人民共和國第二批循环经济试点单位。2008年10月28日，青山循環經濟试点方案通过中華人民共和國國家發展和改革委員會评审。
青山区西部是主要居民区，建于1956年的红钢城，绿树环绕，该区法国梧桐都有30年以上树龄，空气质量好于武汉市平均水平。
辖区内有武漢市最大的园林公园——青山公园，以建设命名南北道路，凸现建设武钢时工人热情。

## 人口
武汉市第七次全国人口普查公报显示：青山常住人口为463295人，男性人口占比51.58%，女性人口占比48.42%，年龄结构中0-14岁占比11.3%，15-59岁占比63.48%，60岁以上占比25.22%，65岁以上占比17.93%。

## 历史沿革

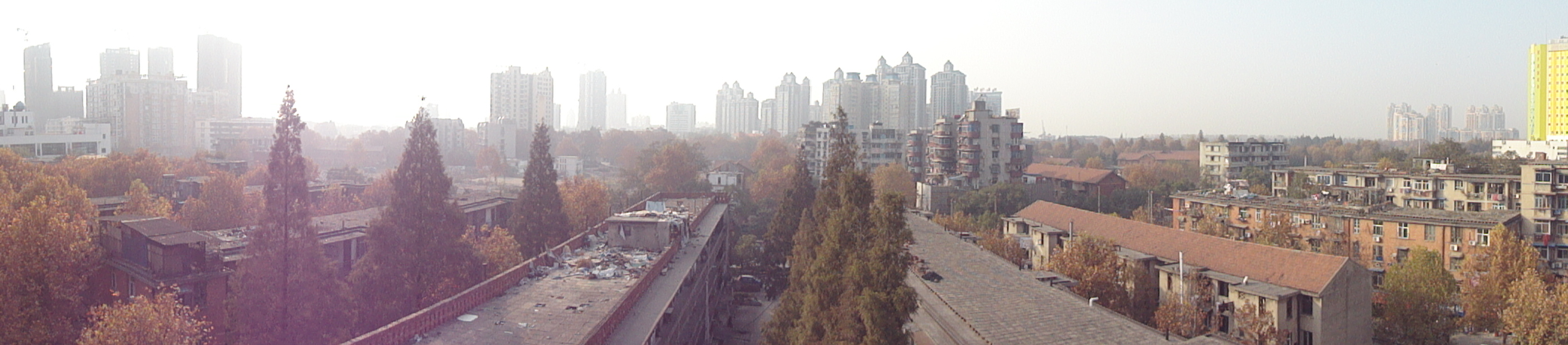
青山区八大家旧貌

人类社会发展到新石器时代，武汉的武昌地区有较为发达的古代文化。武昌放鹰台遗址属屈家岭文化，距今5000至6000年。  4000多年前，商代早期商人在武汉地区建立了一个强大据点，即武汉最早的城市黄陂盘龙城。最近发掘的比盘龙城早七八百年的黄陂张西湾城址就与青山矶遥遥相对。那时，青山矶一带小山众多，河港纵横，湖沟交错，冬竭夏涨，形成的自然河水流入长江。《水经·江水注》称，江水右岸有武口，武口外江中有武洲，洲之南有“杨桂水口”，也就是青山地区众多湖泊之水流入长江的支流入口，后称之为“青山夹”。
西周时，武汉地区属西周鄂国领地，周夷王时一度属楚。据《黄陂县志》记载：春秋时黄陂（今武汉北周边）属黄国之地，楚王灭黄归楚。秦时今武汉地区属南郡，汉高祖六年（公元前201年）正式分南郡设置江夏郡，辖14个县。今武汉地区转属江夏郡。汉末刘表为荆州刺史，黄祖为江夏太守，在石阳（今黄陂）武湖屯兵，以拒孙策。《水经·江水注》谓青山矶为东吴孙权领地。
“青山”之名，始见于《宋史·地理志》。南宋乾道六年（公元1170年），陆游把“青山矶”写入他的《入蜀记》。青山矶时为军港。东晋将军谢晦曾兵据武口城与“杨桂水口”的青山矶隔江相望；南北朝桓玄的峥嵘洲之战兵燹于此地；后因防北方蒙古侵扰，南宋理宗端平三年（公元1236年）将黄陂县寓治鄂州（武昌）青山矶。《元史·世祖本纪》记载元十一年（公元1274年），阿术率万户晏彻儿等四翼军对青山矶泊，公元1275年复还旧治。黄陂县寓治青山矶达40年之久。
1949年5月17日，人民解放軍佔領武昌，青山为武昌县辖第二区。1951年12月4日，湖北省武昌第九区改为武汉市青山区，隶属武汉市郊区工委领导。
1954年5月，经中华人民共和国国家计划委员会、中华人民共和国国家基本建设委员会批准，在青山建立中華人民共和國第二个钢铁基地。1955年2月，经湖北省人民委员会批准，将划入武汉市的原武昌县第九区21个乡镇合并建立武汉市青山行政区，由青山古鎮而得名，区辖24个乡、1个镇。两次建区之初，中共青山区委、青山区人民政府均驻青山镇。1956年6月成立青山镇街道办事处。
青山自古属江夏。据《江夏县志》记载：在县东北二十五里，尾亘长湖，首枕大江，山下有矶，曰青山，又有青山矶之称。解放后，青山为武昌县辖。 历史上青山境域隶属变迁频繁。西周时期为鄂国领地，周夷王时一度属楚；秦统一中国后为南郡辖地；汉高祖六年（公元前201年）属江夏郡沙羡县；东晋太元三年（公元 378年）改沙羡县为汝南县，属之；隋开皇九年（公元589年）改汝南县为江夏县。清康熙《江夏县志·疆土篇》记载：在县东北二十五里，尾亘长湖，首枕大山，山下有矶，曰青山，又有青山口、青山铺、青山矶之称。民国元年（1912年）改江夏县为武昌县，青山境域先后为其第八区、六区、五区。民国38年（1949 年）6月，武吕县歸中共管轄，青山境域为县辖二区、九区。1951年12月，武汉市政府决定，将武昌县第九区改为青山区，隶属武汉市郊区办事处管辖。1952年6月，青山区因故撤销。1955年2月15日，为适应武汉钢铁基地建设的需要，再次成立武汉市青山区，组建中共武汉市青山区委员会和区人民政府。

## 地理位置
青山区地理位置为北纬30°37´，东经114°26´。境域地处长江中游南岸，西起罗家港，经和平大道、友谊大道与武昌区相连；东至武汉化工区八吉府街，隔江与新洲区阳逻街相对；南与洪山区和平街、东湖高新花山街接壤，傍东湖风景名胜区；北沿长江，面对天兴洲，隔江与江岸区谌家矶街相望。

## 气候
青山区境域居中低纬度，属亚热带季风气候。境域内四季分明，光照充足，热富雨丰，无霜期长。夏冬两季较长，各约4个月；春秋两季较短，各约2个月。冬季多西北风，夏季盛行东南风，冬冷夏热。青山区是新兴的工业城区，境域内废气、烟尘和二氧化碳排放量相对大，在城区上空形成一层薄霾，产生“城市热岛效应”。同时，城区的下垫面由高低不一的建筑物和复杂的道路所组成，用材又多为砖、水泥、钢筋和沥青等，其传热、蓄热的能力极强；在太阳辐射下，吸热面和贮热量大，使气温比其他城区偏高。

## 基础设施
青山位处武汉市中环与外环交通环线圈内，连接京珠高速公路、沪蓉高速公路，拥有武东铁路编组站和长江黄金水道多个货运码头，水运可直达日本、韩国、东南亚和欧美各地，形成了水、陆、空立体交通体系。辖区内水、电、气设施完备，通讯便捷，文化、教育、卫生等设施配套齐全，是中華人民共和國「全国模范文化区」、「全国科技先进区」和国家级“武术之乡”。2005年至2010年，中共政府投入巨资使青山形成以武汉火车站为中心，以青山长江大桥、天兴洲长江大桥、武汉二七长江大桥三条环线为轴线，区域内“四纵五横”路网为主骨架的辐射状交通格局，成为武汉市东南部交通枢纽中心。

## 经济发展
2017年，青山区完成生产总值521.88亿元，比上年增长7.5％，其中，规模以上工业增加值367.3亿元，比上年增长8.4％；第三产业增加值190.97亿元，比上年增长9％。第二、三产业占生产总值的比例由上年的64.2∶35.8调整为63.4∶36.6。年末全区从业人员总数315240人，比上年同期增长1.33％，新增就业人数11200人，安置下岗失业人员4823人，城镇登记失业率控制在3.8％以内。

## 行政区划
| 青山区行政区划图 | 青山区行政区划图 | 青山区行政区划图 | 青山区行政区划图 | 青山区行政区划图 |            |      |     |    |   |
| --- | ---------------- | ---------------- | ---------------- | ---------------- | ---------- | ---- | --- | -- | - |
| 新沟桥街道 红卫路街道 红钢城街道 工人村街道 钢花村街道 青山镇街道 厂前街道 冶金街道 武钢 武东街道 白玉山街道                           |                  |                  |                  |                  |            |      |     |    |   |
| 街道名称 | 面积(平方公里)   | 人口(万人)       | 社区居委会(个)   | 村委会(个)       |            |      |     |    |   |
| 街道名称 | 面积(平方公里)   | 人口(万人)       | 社区居委会(个)   | 村委会(个)       | 红卫路街道 | 5.30 | 7.2 | 13 | - |
| 冶金街道 | 3.80             | 6.8              | 9                | -                |            |      |     |    |   |
| 新沟桥街道 | 2.26             | 5.5              | 8                | -                |            |      |     |    |   |
| 红钢城街道 | 2.73             | 3.5              | 8                | -                |            |      |     |    |   |
| 工人村街道 | 6.67             | 1.6              | 5                | -                |            |      |     |    |   |
| 青山镇街道 | 7.04             | 2.1              | 3                | -                |            |      |     |    |   |
| 厂前街道 | 3.09             | 0.9              | 2                | -                |            |      |     |    |   |
| 武东街道 | 7.01             | 2.1              | 6                | 4                |            |      |     |    |   |
| 白玉山街道 | 15.38            | 3.7              | 11               | 8                |            |      |     |    |   |
| 钢花村街道 | 1.61             | 7.4              | 12               | -                |            |      |     |    |   |
| 注：不包括钢都花园管理委员会、北湖工业园管理办公室、武钢集团、中国一冶有限责任公司、武汉钢铁有限公司、中国一冶集体企业管理处、开发区。 |                  |                  |                  |                  |            |      |     |    |   |

## 教育
2017年，青山区有幼儿园56所，其中，公办园19所，在园幼儿1.18万人，比上年增长8.3％；小学24所，在校学生2.67万人，比上年增长3.1％；普通中学23所，在校学生1.9万人，与上年持平；中等职业学校2所，在校学生2401人，比上年下降5.5％。学前三年受教育率为96％，6～11周岁人口入学率100％，12～14周岁人口入学率100％。小学、初中在校生无辍学。初中毕业生一次合格率97％，高中阶段教育毛入学率99.3％。高考一、二批本科全口径上线人数分别为1131人和1959人，上线率分别为50.4％和87.3％。区属教办学校、幼儿园教职工3397人，其中，专任教师2875人。
青山区主要中学包括武钢三中、武汉市第四十九中学、武钢实验学校等；普通高等本科院校包括武汉科技大学。

## 医疗卫生
青山区主要医疗机构有武汉市第九医院、华润武钢总医院（原武钢职工总医院）、武汉市普仁医院（原一冶医院）等医院。

## 工业
青山区因建设武钢而设立，青山区的工业所以基本以重工业为主，主要有钢铁，石化，造船等。
青山区的重要工业企业：中国宝武武钢集团有限公司，中国一冶集团有限公司，湖北青山热电有限公司，中国长江航运集团总公司青山船厂，武汉船用机械有限责任公司，武汉重工铸锻有限责任公司，武汉阀门水处理机械股份有限公司等。

## 方言
青山是武汉最大的移民区，建区之初原居民不到8万人。1950年代全國各地人來到武漢協助武鋼建設，其中以鞍鋼的東北人居多。1960年代武钢投产时，青山区的户籍人口即迅速增长到15万人。这些人主要生活在工人村、红钢城、任家路一带，讲的是东北普通话，但与青山人交流，就出现杂交的味道，武漢人稱之為“青山弯管子普通话”。